# قرار مجلس الأمن التابع للأمم المتحدة رقم 1234
قرار مجلس الأمن التابع للأمم المتحدة رقم 1234، المتخذ بالإجماع في 9 نيسان / أبريل 1999، بعد الإعراب عن القلق إزاء الحالة في جمهورية الكونغو الديمقراطية، طالب المجلس بوقف فوري لأعمال القتال في المنطقة، وانسحاب القوات الأجنبية وإعادة تحقيق سلطة الحكومة.

## خلفية
نشأت حرب الكونغو الثانية بعد سلسلة من الصراعات في منطقة البحيرات العظمى في أفريقيا. أسفرت آثار الإبادة الجماعية في رواندا والحرب الأهلية في بوروندي عن أزمة لاجئين واسعة النطاق. كانت الجماعات المسلحة تشن غارات على رواندا من جمهورية الكونغو الديمقراطية، مما أشعل سلسلة من النزاعات العرقية بين الفصائل الأخرى في شرق البلاد بين العديد من الجماعات المسلحة والميليشيات. ساهم الوضع السياسي غير المستقر في جمهورية الكونغو الديمقراطية (زائير سابقًا) بشكل إضافي في الصراع وانخرط ما يصل إلى ثماني دول أفريقية في ما عُرف باسم «الحرب العالمية الأفريقية».

## القرار

### أعمال
ويتعين على جميع البلدان أن تحترم سلامة أراضي جميع دول المنطقة واستقلالها وسيادتها. واستنكر مجلس الأمن القتال ووجود القوات الاجنبية مطالبا بوقف القتال فورا. ودعا إلى التوقيع على اتفاق لوقف إطلاق النار يسحب القوات الأجنبية من جمهورية الكونغو الديمقراطية ويعيد سلطة الحكومة المركزية ويبدأ عملية السلام. تم تذكير جميع الأطراف بالتزاماتها بموجب اتفاقيات جنيف لعام 1949 واتفاقية منع جريمة الإبادة الجماعية والمعاقبة عليها.
وأدان مجلس الأمن المجازر التي وقعت ودعا إلى إجراء تحقيق دولي في مثل هذه الحوادث وخاصة تلك التي وقعت في جنوب كيفو. وأدينت أيضا أنشطة الجماعات المسلحة، مثل جماعة الإنتراهاموي والتجمع الديمقراطي من أجل رواندا. ورحب بإعلان جميع الأطراف وقف القتال للسماح بحملة تحصين واسعة النطاق ودعت الجميع إلى توفير حماية أفضل للأطفال أثناء النزاع.
وفي سياق معالجة جهود السلام، دعم القرار جهود الوساطة التي تبذلها منظمة الوحدة الأفريقية والجماعة الإنمائية للجنوب الأفريقي. وجدد التأكيد على أهمية عقد مؤتمر دولي حول السلام والأمن والاستقرار في منطقة البحيرات الكبرى الأفريقية تحت رعاية الأمم المتحدة ومنظمة الوحدة الأفريقية. وفي غضون ذلك، تنظر الأمم المتحدة بنشاط في دورها في تيسير اتفاق وقف إطلاق النار والشروع في عملية السلام.

## روابط خارجية
- نص القرار في undocs.org